# Bébé candidat au mariage
Bébé candidat au mariage és una pel·lícula muda francesa escrita i dirigida per Louis Feuillade i estrenada l'1 de desembre de 1911. Dura 7 minuts.
Aquesta pel·lícula forma part de la sèrie Bébé.

## Repartiment
- René Dary : Bébé (com Clément Mary)
- Renée Carl : Madame Labèbe, la mama
- Paul Manson : Monsieur Labèbe, el pare